# Stheneboea verruculosa
Stheneboea verruculosa är en insektsart som beskrevs av Brunner von Wattenwyl 1907. Stheneboea verruculosa ingår i släktet Stheneboea och familjen Phasmatidae. Inga underarter finns listade i Catalogue of Life.